# Asimina pygmaea
Asimina pygmaea är en kirimojaväxtart som först beskrevs av William Bartram, och fick sitt nu gällande namn av Michel Félix Dunal. Asimina pygmaea ingår i släktet Asimina och familjen kirimojaväxter. Inga underarter finns listade i Catalogue of Life.